# MalwareMustDie
MalwareMustDie, NPO com a grup de treball d'investigació en seguretat de "barret blanc", aparegué a la llum pública l'agost de 2012. MalwareMustDie és una organització sense ànim de lucre registrada com a mitjà de comunicació per a professionals de les TI i investigadors de seguretat reunits per formar un flux de treball que reduís la infecció del malware a Internet. El grup és conegut pel seu blog d'anàlisi de programari maliciós. I tenen una llista d'investigació sobre programari maliciós a GNU/Linux i anàlisis sobre botnets que han completat. L'equip comunica informació sobre programari maliciós en general i defensa una millor detecció del programari maliciós a GNU/Linux.
MalwareMustDie també és conegut pels seus esforços en l'anàlisi original per a un nou malware o botnet emergent, compartint el codi font del programari maliciós trobat a la indústria de seguretat informàtica, per a operacions per desmantellar diverses infraestructures malicioses, i també elaborant anàlisis tècniques sobre mètodes d'infecció de programari maliciós específics i informes sobre cibercrims.
Diverses amenaces notables a Internet que primer han estat descobertes i anunciades per l'equip de MalwareMustDie són:
- Prison Locker[9] (ransomware),
- Mayhem[10][11] (botnet Linux),
- Kelihos botnet v2[12][13]
- ZeusVM[14]
- Anàlisi de botnet de Darkleech[15]
- KINS (Kit d'eines per a delictes)
- Cookie Bomb[16] (redirecció de trànsit PHP maliciós)
- Mirai[17][18][19][20]
- LuaBot[21][22]
- NyaDrop[23][24]
- NewAidra o IRCTelnet[25][26][27]
- Torlus aka Gafgyt/Lizkebab/Bashdoor/Qbot/BASHLITE)[28]
- LightAidra[29]
- PNScan[30][31][32]
- STD Bot
- Kaiten[33][34] botnets (Linux DDoS o proxy maliciós botnet Linux malware),
- ChinaZ (troià xinès per atacs DDoS)
- Xor DDoS[35][36][37] (troià xinès per atacs DDoS)
- IpTablesx[38] (troià xinès per atacs DDoS)
- DDoSTF[39] (troià xinès per atacs DDoS)
- DESDownloader[40] (troià xinès per atacs DDoS)
- Cayosin DDoS botnet[41][42][43]
- DDoSMan[44][45][46] (troià xinès per atacs DDoS)
- Botnet AirDropBot DDoS[47][48][49]
- Botnet Mirai FBot DDoS[50][51][52]

L'equip també ha estat actiu en l'anàlisi de la vulnerabilitat de l'amenaça de vectors del client, per exemple, Adobe Flash CVE-2013-0634 (explotació LadyBoyle SWF), i altres vulnerabilitats d'Adobe (no divulgades) el 2014 perquè MalwareMustDie rebés agraïments per part d'investigadors sobre seguretat independents d'Adobe. Una altra vulnerabilitat investigada per l'equip va ser l'enginyeria inversa amb una prova de concepte per a una backdoor (CVE-2016-6564) d'una marca de dispositius mòbils Android que més endavant va afectar 2.000 milions de dispositius.
L'activitat recent de l'equip encara es pot veure en diverses divulgacions d'amenaces notificades, com per exemple, l'atac de programari “FHAPPI”, patrocinador de programari maliciós, la troballa del primer malware al processador ARC, i l'anàlisi d'amenaces a “Strudel" (un sistema de robatori de credencials), mentre que l'equip continua publicant noves investigacions sobre programari maliciós a Linux en el seu twitter i subreddit.
MalwareMustDie compara la seva missió amb les croades, destacant la importància de lluitar contra les amenaces en línia per sentit del deure moral. Moltes persones s'han unit al grup perquè volen ajudar la comunitat contribuint a aquest esforç.